# Hurikán Ioke
Hurikán Ioke, známý též jako tajfun Ioke, drží primát nejintenzivnější zaznamenané bouře ve středopacifické cyklónové oblasti. Ioke byla první bouří Pacifické hurikánové sezóny 2006. Tato tropická cyklóna mimořádné intenzity putovala Pacifikem 17 dní a při třech různých příležitostech dosáhla síly kategorie 5 na Saffirově–Simpsonově stupnici.
Cyklóna se vytvořila  v intertropické zóně konvergence jižně od Havaje 20. srpna 2006. Během svého postupu na západ přešla přes Johnstonův atol, následně překročila datovou hranici a v těsné blízkosti minula ostrov Wake. Poté se stočila nejprve na severozápad a později na severovýchod. 6. září byla  bouře překlasifikována na mimotropickou cyklónu. Její zbytky doputovaly až do Beringova moře mezi Kamčatkou a Aljaškou a následně do Aljašského zálivu.
Živel nezpůsobil žádné ztráty na životech. Největší škody napáchal na ostrově Wake, byly vyčísleny zhruba na 88 milionů USD. Na pobřeží Aljašky vyvolaly zbytky bouře silný bouřlivý příliv, který způsobil erozi zdejších pláží.
Ioke drží mezi tropickými cyklónami dva rekordy, a to jako cyklóna, která si udržela po nejdelší nepřetržitou dobu sílu odpovídající kategorii 4 nebo vyšší na Saffirově–Simpsonově stupnici (celkem 8,25 dne), a jako cyklóna s nejvyšším indexem akumulované cyklónové energie (82).

## Meteorologická historie
Uprostřed srpna 2006 se v intertropické zóně konvergence jihovýchodně od Havaje vytvořila tropická porucha, která zamířila na západ. Vzdušné proudění v systému bylo velmi proměnlivé, postupně však nabýval jasnějších obrysů a 20. srpna ráno byl poprvé klasifikován jako tropická deprese s označením 1-C. V této době se nacházel asi 1245 km jižně od Havaje. Prakticky nulový střih větru a teplota oceánu 28 °C představovaly ideální podmínky pro další zesilování cyklóny. Deprese se během pouhých šesti hodin vyvinula do tropické bouře, které Středopacifické centrum pro hurikány (CPHC) přidělilo jméno Ioke (havajský ekvivalent jména Joyce).
Ioke pokračovala v rychlém zesilování, ve večerních hodinách 20. srpna bylo pozorováno formování oka a silné oblačnosti kolem něj. Ráno 21. srpna bouře dosáhla síly hurikánu, pouhých 24 hodin od počátku formování. Ioke nyní směřovala na západoseverozápad a stále sílila. V blízkosti datové hranice odklonila brázda nízkého tlaku vzduchu cyklónu na severozápad. Ráno 22. srpna jíž Ioke měla sílu hurikánu kategorie 4, s přetrvávajícími větry (1-min průměr) o síle 215 km/h. V této době se nacházela asi 450 km jihovýchodně od Johnstonova atolu. Status hurikánu kategorie 4 si cyklóna podržela po dobu 18 hodin, pak silný jihozápadní střih větru narušil její jádro a rychle zeslábla, rychlost větrů poklesla na 169 km/h. V nočních hodinách z 22. na 23. srpna minula ve vzdálenosti zhruba 48 km Johnstonův atol, přičemž okraj oka prošel přímo přes atol.
Ioke se nyní stočila na západ a střih větru polevil, což umožnilo nové období rapidní intenzifikace. Během 24. srpna si hurikán udržoval jasně definované, 37 km široké oko, a 25. srpna dosáhla jeho síla poprvé nejvyšší kategorie 5 na Saffirově–Simpsonově stupnici. V této době se nacházel zhruba 1560 km západojihozápadně od havajského ostrova Kauai. Status hurikánu kategorie 5 si bouře podržela zhruba 18 hodin, pak mírně zeslábla v důsledku probíhající náhrady oka. Ta byla dokončena 26. srpna a cyklóna opět rychle zesílila na hurikán kategorie 5. Brázda nízkého tlaku na západ od hurikánu se posunula více na západ, což umožnilo vytvoření anticyklóny v cestě postupující Ioke, která se proto stočila na jihozápad.

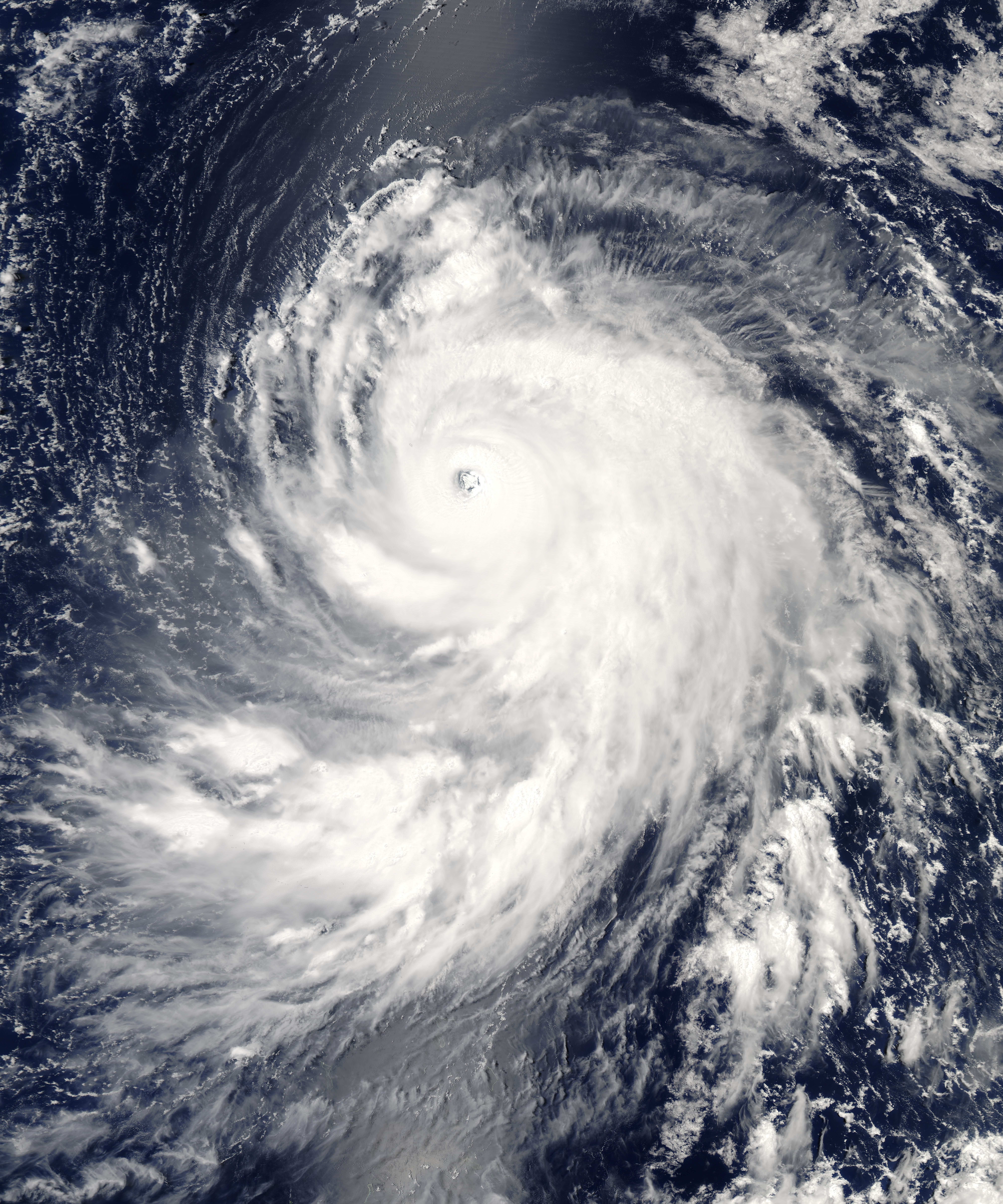
Tajfun Ioke v blízkosti ostrova Wake 31. srpna 2006.

Podmínky pro vývoj tropické cyklóny zůstávaly nadále velmi příznivé. Ráno 27. srpna tlak v cyklóně poklesl na 915 milibarů a krátce nato překročila datovou hranici, čímž se z hurikánu stal tajfun. Přetrvávající větry dosahovaly rychlosti 255 km/h. Status tropické cyklóny kategorie 5 si bouře udržela ještě přibližně 12 hodin po překročení datové hranice. 28. srpna lehce zeslábla vlivem zvýšeného přílivu vzduchu od tlakové výše na severu. 29. srpna se Ioke stočila na západ a později na západoseverozápad, přičemž obcházela okraj tlakové výše, a znovu zesílila na cyklónu kategorie 5. Japonská meteorologická agentura (JMA) odhadovala 30. srpna v době maximální intenzity sílu přetrvávajících větrů (10-min průměr) na 195 km/h. Později téhož dne Ioke definitivně zeslábla na cyklónu kategorie 4. 31. srpna tajfun v těsné blízkosti minul ostrov Wake. Přetrvávající větry (1-min průměr) v té době dosahovaly rychlosti 255 km/h.
V průběhu 1. září zesílil střih větru a spolu se sušším vzduchem způsobil, že oko cyklóny se začalo vyplňovat oblačností a protáhlo do oválu. Během 2. záři byl zahájen nový cyklus náhrady oka. Tento den minula cyklóna ostrov Minami Torišima, ve vzdálenosti zhruba 80 km severně.
Zeslabování pokračovalo a tajfun upravil svůj kurs na severozápad, stále se pohybujíc podél okraje tlakové výše. Sílící brázda nízkého tlaku vzduchu nasměrovala Ioke nejprve na severoseverozápad a poté na sever. Několik set mil od japonských ostrovů zaslábla Ioke na tropickou bouři. Poté, co zrychlila svůj postup a zamířila na severovýchod, začala ztrácet charakteristiky tropické cyklony a 6. září proto byla překlasifikována na mimotropickou cyklónu.
S tím, jak se bouře blížila Aleutským ostrovům, opět zesílila a vyvinula větry o síle hurikánu. 8. září Ioke vstoupila do Beringova moře, poté se stočila na východ, přešla přes Aleutské ostrovy a vstoupila do Aljašského zálivu. Její zbytky se rozptýlily 12. září u pobřeží jihovýchodní Aljašky.

## Dopady

### Johnstonův atol
V pozdních hodinách 21. srpna, zhruba 24 hodin před příchodem cyklóny, bylo vydáno hurikánové varování pro Johnstonův atol, jelikož Středopacifické centrum pro hurikány (CPHC) nemělo jistotu, že je atol opuštěný. U atolu se v době příchodu hurikánu nacházelo plavidlo US Air Force s 12člennou posádkou. Ta plavidlo zabezpečila a vyhledala úkryt v betonovém bunkru.
Okraj oka hurikánu přešel přímo přes atol. Příslušníci americké armády na atolu vyvázli bez zranění, jejich plavidlo bylo jen lehce poškozeno. Zhruba 15% palmových stromů na ostrově přišlo o korunu, některé jiné stromy byly vytrženy i s kořeny. Ptačí populace ostrova však nebyla zasažena.
Během přechodu hurikánu přes atol nebyla prováděna žádná oficiální měření. Výše zmínění příslušníci americké armády v té době přebývající na atolu uváděli, že přechod bouře trval zhruba 27 hodin, z toho 6-8 hodin měly větry sílu hurikánu. Rychlost větrů byla odhadována mezi 175 a 210 km/h.

### Ostrov Wake

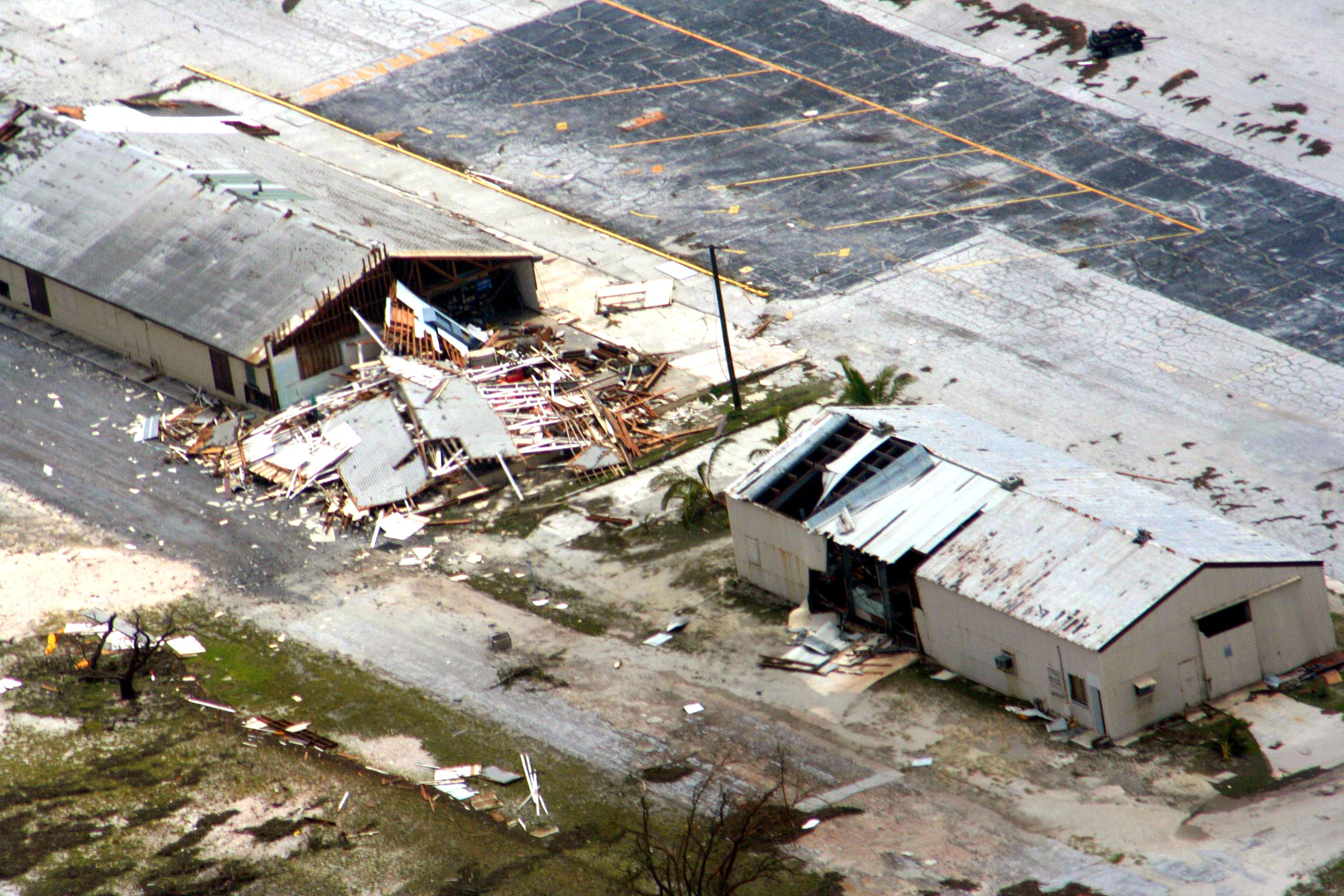
Škody způsobené tajfunem Ioke na ostrově Wake

Ostrov Wake byl nejhůře zasaženým územím. Před příchodem cyklóny byla z ostrova vojenskými přepravními letouny C-17 Globemaster III evakuována vojenská posádka čítající 188–200 osob. Šlo o první kompletní evakuaci ostrova od tajfunu Sarah v roce 1967.
Živel na ostrově způsobil rozsáhlé škody na elektrické síti, většina rozvodných kabelů i záložních generátorů utrpěla vážná poškození. Vítr a záplavy poničily asi 70% budov na ostrově, mnoho z nich mělo poškozené střechy. Níže položené oblasti byly zatopeny vodou či zasypány pískem, ostrov zůstal bez rozvodů pitné vody. Celkové škody na infrastruktuře byly značné, i když opravitelné a nižší, než se vzhledem k síle tajfunu očekávalo. Vyčísleny byly na 88 milionů USD.
V době přechodu tajfunu naměřila bóje u východního pobřeží ostrova atmosférický tlak 921,5 milibaru. Anemometr na ostrově zaznamenal krátce před příchodem tajfunu nárazy větrů o síle až 160 km/h, pak přestal pracovat. Síla přetrvávajících větrů (1-min průměr) v době přechodu tajfunu přes ostrov byla odhadována na 250 km/h s nárazy až o síle 310 km/h. Minimální tlak změřený přímo na ostrově činil 934 milibarů 31. srpna v 9:06 UTC. Tajfun rovněž vyvolal na pobřeží ostrova bouřlivý příliv s vlnami o průměrné výšce 5,5 m, s ojedinělými vlnami až o výšce 12 m. Nejvyšší bod ostrova má přitom nadmořskou výšku 6,1 m. Vlny a silný déšť vyvolaly záplavy, na různých místech ostrova stálo ještě několik dní po odchodu tajfunu až 0,61 m vody.

### Japonsko a Aljaška

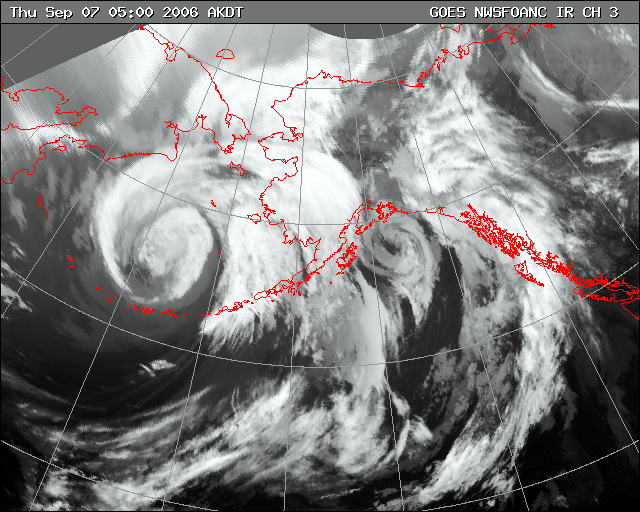
Ioke v podobě mimotropické cyklóny nad Beringovýnm mořem

Japonská meteorologická agentura (JMA) nařídila v důsledku ohrožení tajfunem Ioki 1. září preventivní evakuaci své monitorovací stanice na ostrově Minami Torišima. Očekávány byly silné větry a vlnobití. Vybavení na ostrově utrpělo škody, ale bylo rychle opraveno, a již tři týdny po bouři byla meteorologická stanice opět plně funkční.
Ioke, již v podobě mimotropické cyklóny, přinesla silné větry a vyvolala bouřlivý příliv na jihozápadním pobřeží Aljašky. Výšku a sílu přílivu ještě zvyšoval fakt, že bouřlivý přiliv přišel v době vrcholícího běžného přílivu. Vlny tak přesahovaly 30 stop (9,1 metru) a způsobily lokální záplavy v zátoce Bristol Bay a v deltě Yukonu. V hlavním městě Aleutských ostrovů Unalaska byly naměřeny nárazy větrů o síle až 135 km/h. Zbytky bouře přinesly deště do oblastí západní Aljašky, v Bethelu a Kotzebue byly zaznamenány rekordní denní úhrny srážek (29 mm v Bethelu a 17 mm v Kotzebue).

## Rekordy a statistiky
S minimálním atmosférickým tlakem 915 milibarů je Ioke nejintenzivnějším zaznamenaným hurikánem ve středopacifické cyklónové oblasti. Mezi 24. srpnem a 2. zářím, nepřetržitě po 198 hodin, si Ioke udržela status cyklóny kategorie 4 nebo vyšší (podle Saffirovy–Simpsonovy stupnice), což je absolutní rekord mezi všemi tropickými cyklónami bez ohledu na jejich lokaci. Stejně tak představuje absolutní rekord 174 hodin, po kterých si Ioke udržela status odpovídající supertajfunu, což je nejvyšší kategorie bouří na stupnici používané západopacifickým Centrem pro varování před tajfuny (JTWC). V důsledku dlouhé doby trvání a mimořádné intenzity, kterou si cyklóna dokázala po dlouhou dobu podržet, je Ioke rovněž cyklónou, u které je registrován absolutně nejvyšší index akumulované cyklónové energie – 82.
Jméno Ioke bylo po skončení hurikánové sezóny na žádost CPHC vyřazeno ze seznamu jmen užívaných pro pacifické hurikány, což je obvyklý postup v případě mimořádně silné či ničivé cyklóny. Od následující sezóny jej nahradilo jméno Iopa.